# Futasujinus biarmatus
Futasujinus biarmatus är en insektsart som beskrevs av Dlabola 1967. Futasujinus biarmatus ingår i släktet Futasujinus och familjen dvärgstritar. Inga underarter finns listade i Catalogue of Life.